# Plodia interpunctella
La Plodia interpunctella (Hübner, 1813), comunemente nota come tignola fasciata del grano o tarma del cibo  o tarma della pasta, è un insetto che infesta le farine di cereali, le paste alimentari, la frutta secca, le sostanze organiche animali conservanti, le cariossidi di cereali, ecc.

## Descrizione

### Adulto
L'adulto è una farfalla che può raggiungere anche 20 mm di apertura alare. Le ali anteriori presentano, alla base, una fascia di color crema e nella parte distale una fascia di colore bruno-arancio, separate da una striscia scura.

### Larva
La larva (13–15 mm di lunghezza) è giallognola, con la testa di colore arancione.

## Biologia
Le femmine possono deporre fino a 300 uova che sono più piccole di 0,5 mm.
Il danno è determinato dalle larve che si nutrono dei materiali conservati, rivestendoli con filamenti sericei ed imbrattandoli con gli escrementi e le esuvie.
La Plodia sverna come larva e compie 2-4 generazioni.

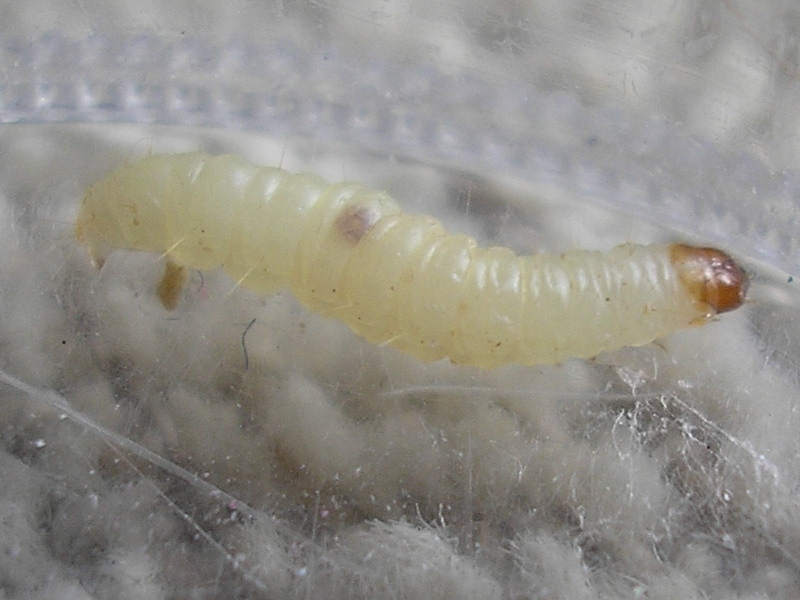
Larva

In ambienti domestici le tignole fasciate prolificano con molta facilità a causa della presenza di farina e pasta. In genere durante il giorno sono statiche su tende o pareti. Sono attratte dalle superfici con colori omogenei. Per l'eliminazione uno dei metodi più conosciuti è l'utilizzo di carte adesive ai feromoni, che attraggono solo i maschi, allo scopo di bloccare la riproduzione. Le larve della tignola si insinuano nelle spaccature dei muri e nelle intercapedini dei mobili.
Le uova di Plodia sono parassitizzate da alcuni Imenotteri Icneumonidi come Venturia canescens, che deposita le proprie uova all'interno delle uova dell'ospite, riducendo il numero di sfarfallamenti degli adulti.